# Бартува
Бартува (лит. Bartuva, лат. Bārta, пол. Bartów, рос. Бартава) — річка в Литві й Латвії, у Тельшяйському, Клайпедському повітах й Прієкулеському, Руцавському й Ніцькому краях.

## Опис
Довжина річки 101 км, площа басейну водозбору 2016 км².

## Розташування
Бере початок біля села Мачукі на північно-західній стороні від озера Плателяй. Спочатку тече переважно на північний захід до міста Моседіс. Там повертає на північ і тече до Скуодас. Знову тече на північний захід і на південній стороні впадає в озеро Лієпайське (колишнє Лібава).
Притоки: Шакале, Ерла (ліві); Лука, Апше (праві).